# Hohenthurn
Hohenthurn (słoweń. Straja vas) – gmina w Austrii, w kraju związkowym Karyntia, w powiecie Villach-Land. Według Austriackiego Urzędu Statystycznego liczyła 840 mieszkańców (1 stycznia 2015).